# Chiesa dell'Immacolata di Lourdes
La chiesa dell'Immacolata di Lourdes è una chiesa sussidiaria a Castello di Fiemme, sede comunale di Castello-Molina di Fiemme. Potrebbe risalire al XIII secolo.

## Storia

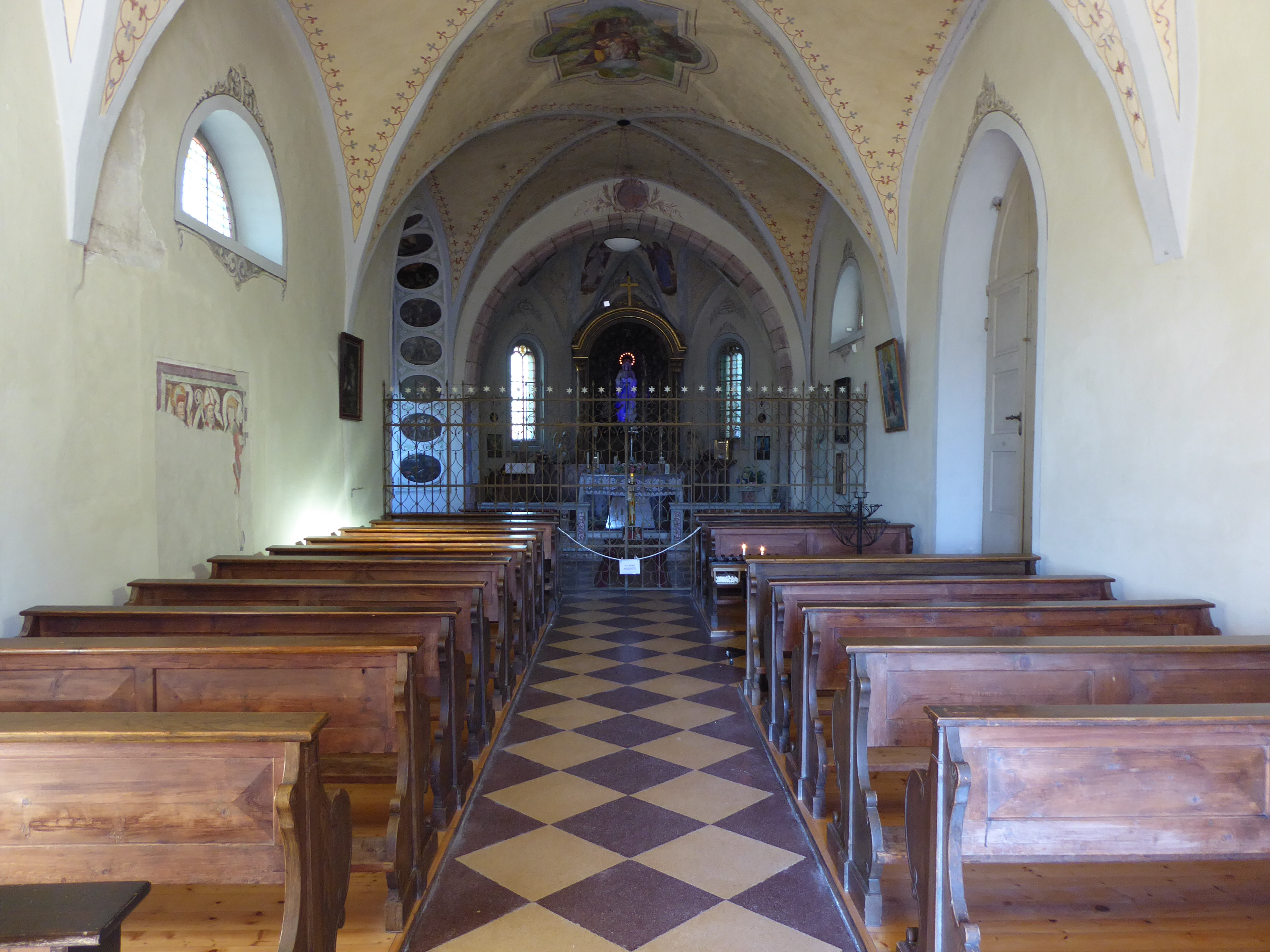
Interno della chiesa

Un'antica cappella a Castello esisteva sin dal 1216  intitolata a San Giorgio  e costruita accanto alla fortezza dei conti Enn-Caldiff. La prima struttura religiosa è stata in seguito ampliata e dedicata alla fine del XIX secolo all'Immacolata di Lourdes. Alcune fonti retrodatano tale fondazione al XIV secolo o anche al successivo.
Certamente attorno alla metà del XV secolo venne iniziato un ciclo di decorazioni ad affreschi (rimane l'immagine di San Cristoforo su una fiancata) attribuito alla scuola di Leonardo da Bressanone e ad altri artisti di ambienti tirolesi.
Nel terzo decennio del XVII secolo la chiesa fu oggetto di interventi di consolidamento del suo sagrato e, sul retro, venne costruito il camposanto.
Ottenne dignità curiaziale nel 1639 e circa un anno dopo sulla parete nord della sala venne eretta la cappella dedicata alla Madonna del Rosario.
Tra il 1750 e il 1850 venne ampliata con un prolungamento della navata e la facciata venne per questo motivo modificata con la ricostruzione del suo portico, inoltre il dosso di Santa Lucia, sul quale sorge la chiesa, venne unito al paese con una nuova strada. Subito dopo venne ricostruito anche il camposanto.
A partire dal 1856 la chiesa perse la sua antica dedicazione a San Giorgio, che venne attribuita alla nuova parrocchiale sorta a fianco e seguirono anni di abbandono. Nel 1882 parte della chiesa venne demolita per dare maggior spazio all'edificio nuovo e permettere le processioni attorno alla chiesa: sparirono così la cappella di Santa Lucia, la cantoria e il portico. Della vecchia chiesa esiste una breve descrizione a stampa fatta nel 1902 dallo storico e critico d'arte Giuseppe Gerola 
La torre campanaria venne demolita tra il 1895 e il 1906, anche perché ormai versava in stato di grave degrado, e venne eretto il campanile della chiesa più recente.
All'inizio del XX secolo la chiesa, ormai ridotta anche nelle sue dimensioni, venne utilizzata anche come magazzino. Una parte della navata fu destinata a deposito dell'archivio del comune. Nel 1905 si decise di restituire la chiesa, almeno in parte, alle sue originali funzioni e venne realizzato un piano di interventi per ristrutturarla. La dedicazione, in quell'occasione, divenne alla Madonna di Lourdes e nella navata presso l'altare maggiore fu riprodotta la sacra grotta. La parte più importante del lavoro fu conclusa nel 1908.
Subito dopo venne decorata la parte presbiterale e, dopo la conclusione del primo conflitto mondiale, sul sagrato della chiesa venne eretto un monumento alla memoria dei caduti.

## Descrizione

### Esterni
Il portale d'ingresso è in marmo grigio con forme rinascimentali sovrastato da una piccola monofora con arco a tutto sesto, chiusa da una finestra che reca il nome e lo stemma del donatore Regola Feudale di Rucadin. Sulla parete nord si staglia maestosa  e massiccia la figura di San Cristoforo con il Bambino databile intorno alla seconda metà del 1400, opera attribuita al Maestro Leonardo da Bressanone che morì nel 1476 e che operò nel Tirolo meridionale lasciando però tracce a Castello, Cavalese e Valfloriana.

### Interni
Per entrare nella chiesa si scendono due gradini e incassate nel muro si vedono due acquesantiere. La navata si presenta sobria e povera con volte a botte; quelle all'inizio sono di tipo diverso da quelle più interne che sono più basse e documentano un ingrandimento della chiesa avvenuto molto tempo dopo la sua costruzione. Sulla parete di sinistra si nota un lacerto di un bell'affresco, databile tra il 1450 e il 1470 della scuola del maestro Leonardo da Bressanone, con le teste di tre santi: San Rocco, protettore contro la peste, San Nicolò, protettore contro gli eventi naturali e Santo Stefano. Risulta che nel 1580 esistevano tre altari: l'altare maggiore, dedicato a San Giorgio, l'altare a destra, dedicato a Santa Lucia, e a sinistra l'altare dedicato a San Giovanni Battista. 
La navata è chiusa da una cancellata in ferro battuto. A sinistra, dove c'era l'altare di San Giovanni, è stata costruita, nella prima metà del 1600, una cappella dedicata alla Madonna del Rosario; sugli stipiti e sull'arco del grande foro furono riprodotte le scene dei quindici misteri del  santo rosario. Nella lunetta sopra l'altare è stato dipinto un affresco con un Padre eterno benedicente; sull'altare una statua lignea del gardenese Giuseppe Obletter. Il presbiterio, rialzato di una scalino, termina con un'abside nella quale nel 1908 è stata riprodotta la grotta di Lourdes con la statua della Madonna e quella di Bernadette Soubirous scolpite dal gardenese Giuseppe Obletter. Negli spazi delle volte a sesto acuto del soffitto, il pittore di Moena G. Battista Chiocchetti ha dipinto degli affreschi con angeli osannanti. La ristrutturazione, terminata nel 1909, ha lasciato allo stato originario solo l'altare con un baldacchino di sobrio stile barocco, nel quale era inserita la tela di San Giorgio, ora collocata nella navata destra della nuova chiesa.